# Snow Dogs
Snow Dogs (en España Aventuras en Alaska y Frío de perros en Hispanoamérica) es una película en imagen real del año 2002, estrenada en Estados Unidos el 18 de enero de 2002, por Walt Disney Pictures y dirigida por Brian Levant. Con la actuación de Cuba Gooding, Jr.

## Sinopsis
Ted Brooks (Cuba Gooding Jr.) es un dentista famoso en la ciudad de Miami, quien descubre repentinamente que es heredero de una mujer de nombre Lucy, su madre se ve obligada a decirle que es adoptado. Este se marcha a  Alaska en busca de su origen, no estará solo pues ha heredado un grupo de perros Husky siberiano muy traviesos.